# Liste des évêques de Bergame

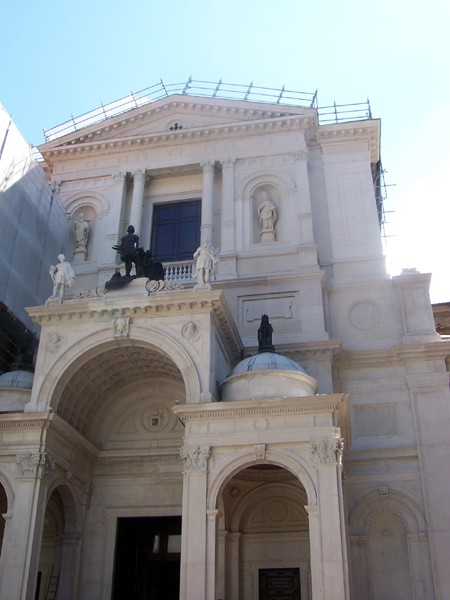
La cathédrale de Bergame.

La liste des évêques des Bergame recense le nom des évêques qui se sont succédé sur le diocèse de Bergame (latin : Dioecesis Bergomensis). Bergame est le siège de l'évêché, fondé au IVe siècle, et situé au nord de l'Italie.

## Évêques
- St. Narno † v. 345
- St. Viateur
- Ignoto (376)
- Ignoto
- Dominatore†
- Stefano
- Prestanzio  (451)
- Claudiano
- Lorenzo † (501)
- Simpliciano
- Fabiano
- Quinziano
- St. Giovanni (668 - 690)
- Antonino  (690 ou 691 - 727 ?)
- Antonio  (727 - ?)
- Agino
- Tachimpaldo (797 – 814)
- Grasemondo (828 –  830)
- Aganone (840 – 863)
- Garibaldo (867 – 888)
- Adalbert (894 – 929)
- Recone (938 – 953)
- Olderico (954 – 968)
- Ambrogio Ier (971 – 975)
- Giselbert (975 – 982)
- Azone (987 – 996)
- Reginfredo (996 – 1012)
- Ambrogio II (1023 – 1057)
- Attone (1058 – 1075)
- Arnolf (1077 – 1106)
- Ambrogio III (1111 – 1133)
- Gregor (1133 – 1146)
- Gerardo (1146 – 1167)
- Guala (1168 – 1186)
- Lanfranco (1187 – 1211)
- Giovanni Tornielli (1211 – 1240)
- Enrico di Sesso (1240 – 1242)
- Alberto da Terzo (1242 – 1250)
- Algisio da Rosciate (1251 – 1259)
- Erbordo (1260 – 1272)
- Guiscardo de Suardi (1272 – 1281)
- Roberto de Bonghi (1281 – 1292)
- Giovanni da Sacanzo (1295 – 1309)
- Cipriano degli Alessandri (1310 – 1338)
- Nicola Canal, Nicolò Canali (1342)
- Bernardo Tricardo (1342 – 1349)
- Lanfranco de Saliverti (1349 – 1381)
- Branchino Besozzi (1381 – 1399)
- Francesco Lando (1401 – 1402)
- Francesco Aregazzi (1403 – 1437)
- Polidoro Foscari (1437 – 1448)

- Giovanni Barozio (1449 – 1464)
- Ludovico Donà (1464 – 1484)
- Lorenzo Gabriel (1484 – 1512)
- Niccolò Lippomani (1512 – 1517)
- Pietro Lippomani (1517 – 1544)
- Pietro Bembo (1544 – 1547)
- Vittore Soranzo (1547 – 1558)
- Luigi Lippomano (1558 – 1559)
- Luigi Corner (1560 – 1561)
- Federico Corner (1561 – 1577)
- Gerolamo Regazzoni (1577 – 1592)
- Giambattista Milani (1592 – 1611)
- Giovanni Emo (1611 – 1622)
- Federico Corner (1623 – 1627)
- Agostino Priuli (1627 – 1632)
- Luigi Grimani (1633 – 1656)

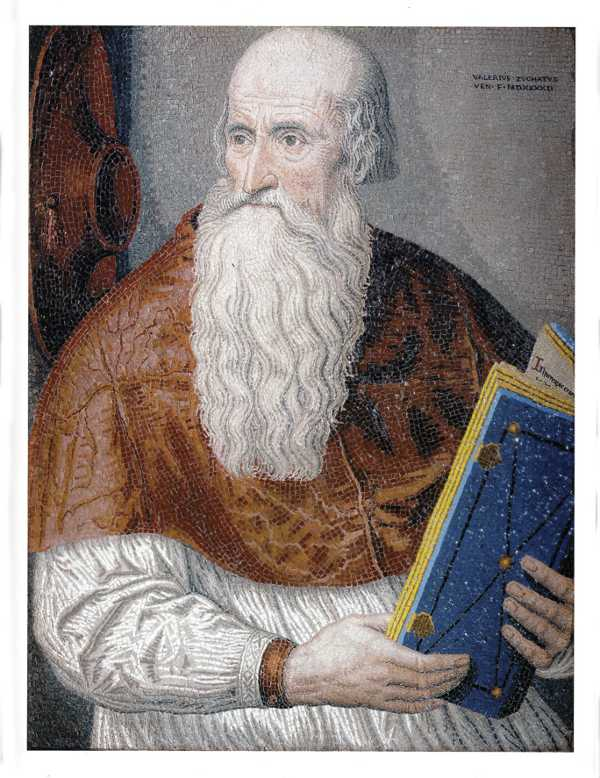
Pietro Bembo, mosaïque de Francesco et Valerio Zuccato, musée national du Bargello, Florence.

- Gregorio Giovanni Gasparo Barbarigo (1657 – 1664)
- Daniele Giustinian (1664 – 1697)
- Luigi Ruzzini (en) (1698 – 1708)
- Pietro Priuli (1708 – 1728)
- Leandro di Porzia (1728 – 1730)
- Antonio Redetti (1731 – 1773)
- Marco Molin (1773 – 1777)
- Giovanni Paolo Dolfin (it) (1778 – 1819)
- Pietro Mola (1821 – 1829)
- Carlo Griti Morlacchi (1831 – 1852)
- Pietro Luigi Speranza (it) (1854 – 1879)
- Gaetano Camillo Guindani (1879 – 1905)
- Giacomo  Radini-Tedeschi (1905 – 1914)
- Luigi Maria Marelli (1914 – 1936)
- Adriano Bernareggi (1936 – 1953)
- Giuseppe Piazzi (1953 – 1963)
- Clemente Gaddi (1963 – 1977)
- Giulio Oggioni 1977 – 1991)
- Roberto Amadei (1991 – 2009)
- Francesco Beschi (it) (depuis 2009)